# Podsavezna nogometna liga Slavonski Brod 1956./57.
Podsavezna nogometna liga Slavonski Brod (također i kao Liga Nogometnog podsaveza Slavonski Brod) je bila liga trećeg stupnja nogometnog prvenstva Jugoslavije u sezoni 1956./57. Sudjelovalo je 12 klubova, a prvak je bio "Dinamo" iz Vinkovaca. 

## Sustav natjecanja
12 klubova je igralo dvokružnu ligu (22 kola). 

## Ljestvica
| mj. | klub                       | ut. | pob. | ner. | por. | gol+ | gol- | bod |
| --- | -------------------------- | --- | ---- | ---- | ---- | ---- | ---- | --- |
| 1.  | Dinamo Vinkovci            | 22  | 17   | 1    | 4    | 66   | 25   | 35  |
| 2.  | Nafta Bosanski Brod        | 22  | 12   | 5    | 5    | 70   | 33   | 29  |
| 3.  | Radnički Slavonski Brod    | 22  | 12   | 4    | 6    | 50   | 38   | 28  |
| 4.  | Jedinstvo Slavonska Požega | 22  | 11   | 2    | 9    | 44   | 44   | 24  |
| 5.  | Graničar Županja           | 22  | 9    | 5    | 8    | 61   | 52   | 23  |
| 6.  | Sloga Nova Gradiška        | 22  | 9    | 4    | 9    | 49   | 41   | 22  |
| 7.  | Proleter Slavonski Brod    | 22  | 9    | 3    | 10   | 37   | 46   | 21  |
| 8.  | Željezničar Slavonski Brod | 22  | 9    | 2    | 11   | 39   | 44   | 20  |
| 9.  | Lokomotiva Vinkovci        | 22  | 8    | 3    | 11   | 51   | 56   | 19  |
| 10. | Sloboda Đakovo             | 22  | 8    | 2    | 12   | 39   | 55   | 18  |
| 11. | Bedem Ivankovo             | 22  | 7    | 0    | 15   | 58   | 103  | 14  |
| 12. | Borac Podvinje             | 22  | 4    | 3    | 15   | 31   | 58   | 11  |

- Slavonska Požega – tadašnji naziv za Požegu
- klub iz Bosne i Hercegovine: Nafta iz Bosanskog Broda

## Rezultatska križaljka
| kratica | klub                       | BED | BOR | DIN | GRA | JED | LOK | NAF | PRO | RAD | SLB | SLG | ŽELJ |
| --- | -------------------------- | --- | --- | --- | --- | --- | --- | --- | --- | --- | --- | --- | ---- |
| BED | Bedem Ivankovo             |     |     |     |     |     |     |     |     |     |     |     |      |
| BOR | Borac Podvinje             |     |     |     |     |     |     |     |     |     |     |     |      |
| DIN | Dinamo Vinkovci            |     |     |     |     |     |     |     |     |     |     |     |      |
| GRA | Graničar Županja           |     |     |     |     |     |     |     |     |     |     |     |      |
| JED | Jedinstvo Slavonska Požega |     |     |     |     |     |     |     |     |     |     |     |      |
| LOK | Lokomotiva Vinkovci        |     |     |     |     |     |     |     |     |     |     |     |      |
| NAF | Nafta Bosanski Brod        |     |     |     |     |     |     |     |     |     |     |     |      |
| PRO | Proleter Slavonski Brod    |     |     |     |     |     |     |     |     |     |     |     |      |
| RAD | Radnički Slavonski Brod    |     |     |     |     |     |     |     |     |     |     |     |      |
| SLB | Sloboda Đakovo             |     |     |     |     |     |     |     |     |     |     |     |      |
| SLG | Sloga Nova Gradiška        |     |     |     |     |     |     |     |     |     |     |     |      |
| ŽELJ | Željezničar Slavonski Brod |     |     |     |     |     |     |     |     |     |     |     |      |
| |                            |     |     |     |     |     |     |     |     |     |     |     |      |
| podebljan rezultat - utakmice od 1. do 11. kola (1. utakmica između klubova) rezultat normalne debljine - utakmice od 12. do 22. kola (2. utakmica između klubova) rezultat nakošen - nije vidljiv redoslijed odigravanja međusobnih utakmica iz dostupnih izvora rezultat smanjen * - iz dostupnih izvora nije uočljiv domaćin susreta prekrižen rezultat - poništena ili brisana utakmica p - utakmica prekinuta 3:0 p.f. / 0:3 p.f. - rezultat 3:0 bez borbe |                            |     |     |     |     |     |     |     |     |     |     |     |      |

 Izvori: